# Fluitbekvissen
Fluitbekvissen (Fistulariidae) zijn een familie van straalvinnige vissen uit de orde van Zeenaaldachtigen (Syngnathiformes).

## Geslacht
- Fistularia Linnaeus, 1758